# Indophantes
Indophantes là một chi nhện trong họ Linyphiidae.